# Субурбанизация
Субурбанизация e процес на формиране и развитие на приградската зона около големите градове. Той улеснява съчетаването на по-големите възможности за избор на труд в големия град с живота в по-благоприятна природна среда.
Характеризира се с по-високи темпове на нарастване на населението в предградията и прилежащите градове, отколкото самото ядро, около което са създадени. Резултатът на субурбанизацията са агломерациите.